# 青葉郵便局
青葉郵便局（あおばゆうびんきょく）
- 神奈川県横浜市青葉区にある郵便局。本記事にて記述する。

青葉簡易郵便局（あおばかんいゆうびんきょく）
- 大阪府富田林市にある簡易郵便局。局番号は41820。
- 宮城県石巻市にある簡易郵便局。局番号は81793。

青葉郵便局（あおばゆうびんきょく）は、神奈川県横浜市青葉区にある郵便局である。民営化以前の分類では集配普通郵便局であった。

## 概要
住所：〒225-8799 神奈川県横浜市青葉区荏田西一丁目7番地5

### 併設施設
- JPローソン（旧：ポスタルローソン）青葉郵便局店 - かつて集会スペースであった場所を改装し2006年（平成18年）に開店したコンビニエンスストア。
- 社員食堂が社内に設置されている。

## 沿革
- 1992年（平成4年）11月16日 - 青葉台東郵便局として、横浜市緑区荏田西一丁目に開局[1]。同日、青葉台郵便局の郵便区（集配業務）の一部[2]を当局へ移管。
- 1994年（平成6年）11月6日 - 青葉郵便局に改称。同日発足した都筑区内全域の郵便番号を〒224に変更[3]。
- 1998年（平成10年）9月1日 - 外国通貨の両替および旅行小切手の売買に関する業務取扱を開始。
- 2002年（平成14年）10月7日 - 青葉区および都筑区の郵便区（集配業務）組替を実施。
青葉台郵便局から集配業務を移管するとともに、都筑区内全域の集配業務を同日開局した都筑郵便局へ移管。当局が青葉区内全域を受け持つ。
- 2006年（平成18年）10月7日 - 局内にポスタルローソン青葉郵便局店が開店。
- 2007年（平成19年）10月1日 - 民営化に伴い、併設された郵便事業青葉支店に一部業務を移管。
- 2012年（平成24年）10月1日 - 日本郵便株式会社発足に伴い、郵便事業青葉支店を青葉郵便局に統合。

## 取扱内容
- 郵便、印紙、ゆうパック、内容証明
- 貯金、為替、振替、振込、国際送金、外貨両替・トラベラーズチェック、国債、投資信託
- 生命保険、バイク自賠責保険、自動車保険、変額年金保険
- 地方公共団体事務（横浜市バス利用券・横浜市電車利用券等の交付）
- ゆうちょ銀行ATM
- 横浜市青葉区内全域（〒225-xxxx・〒227-xxxx）の集配業務
- ゆうゆう窓口

## 周辺
- 横浜市青葉区役所
- 神奈川県立荏田高等学校
- 国道246号

## アクセス
- 東急田園都市線 江田駅もしくは市が尾駅から徒歩約11分
- 東急バス 市が尾駅停留所、もしくは鶴蒔橋停留所下車
- 東名高速道路 横浜青葉ICから東へ約1km
- 駐車場あり：22台